# Skogsøya
Skogsøya ist eine Insel der norwegischen Kommune Øksnes im Fylke Nordland und wird zur Region Vesterålen gezählt. Die Insel befindet sich westlich der Nordspitze Langøyas und ist von den vier großen Inseln der sogenannten Øksnes Vestbygd (Westbucht) vor Dyrøya, Nærøya und Tindsøya die größte.
Die Ortschaft Øksnes im Süden von Skogøya war früher das Zentrum der Gemeinde und hatte 1930 immerhin 600 Einwohner. Das heutige Verwaltungszentrum befindet sich im östlich gegenüberliegenden Myre. Mit dem Ausbau des Wege- und Kommunikationsnetzes haben immer mehr Alteingesessene diese kleine Inselwelt verlassen und den Anschluss an die „neue Zeit“ im neugeschaffenen Myre gefunden. Der Name der alten Gemeinde ist aber mit herübergekommen.

## Allgemeines

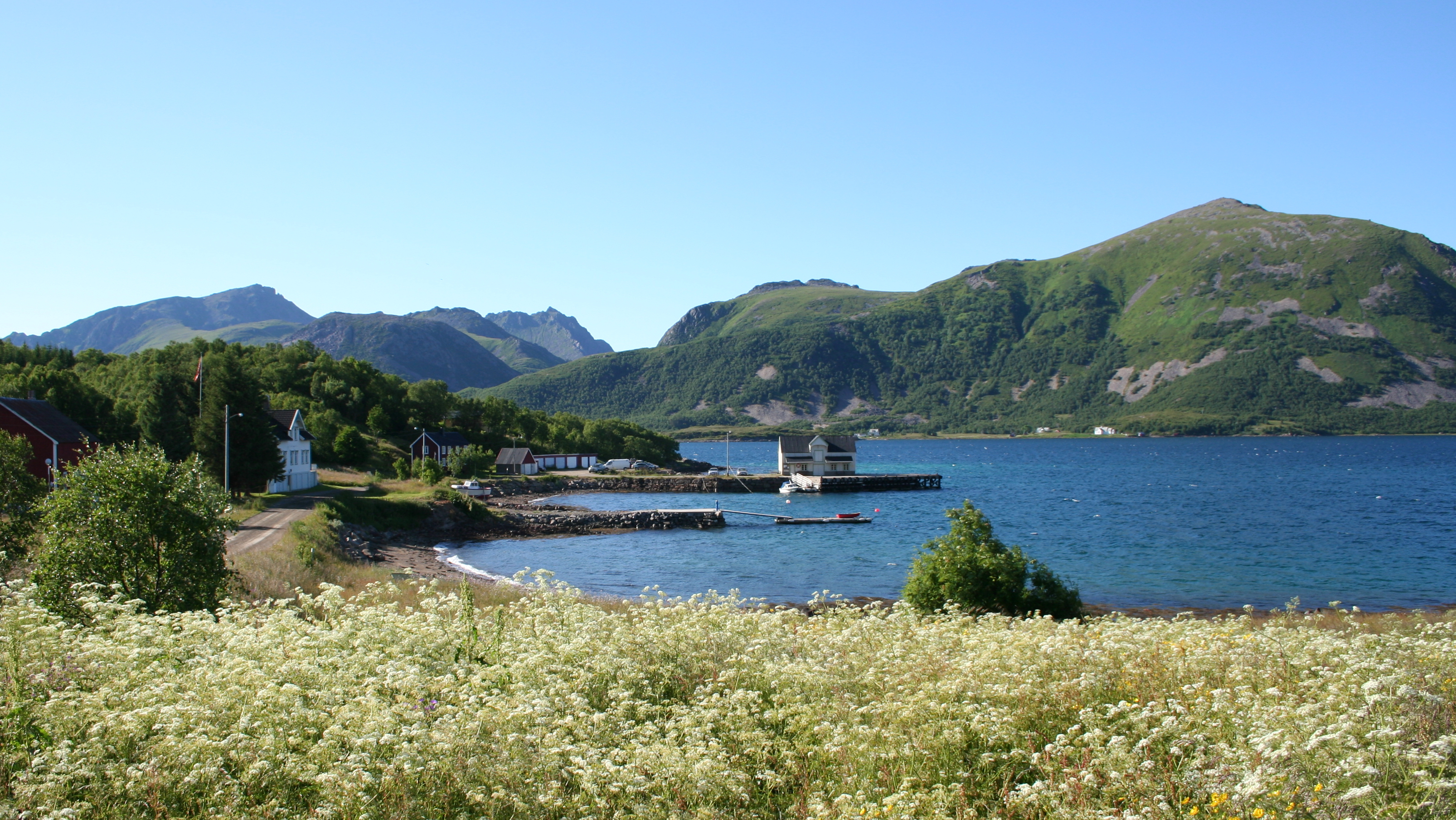
Anlegestelle Smines auf Langøya, mit Skogsøya und Øksnes im Hintergrund

Auch hat die Propstei Øksnes den Namen behalten, deren 300 Jahre alte Kreuzkirche „Øksnes kirke“, romantisch in einen Naturhafen liegend, noch immer das Aushängeschild der Kirchengemeinde ist. Skogsøya verfügt über eine Fährverbindung zu den übrigen Inseln der Westbucht und hat ein 6 km langes Wegenetz von Øksnes zu den Orten Tunnstad und Breidstrand.
Die Inselwelt ist unter anderen ein Tipp für Segler und Kanuten. Alljährlich finden hier Kajakwettkämpfe statt. Ein besonderes Highlight für die Region war die Strandung des ausrangierten sowjetischen Zerstörers Boiki am 12. November 1988. Er sollte von Murmansk nach Spanien zum Abwracken geschleppt werden, lief aber vor der Ortschaft Hjellsand auf Grund. Das Wrack verblieb dort bis 2001, war in dieser Zeit aber immer eine touristische Attraktion.